# Holland Wonderland
Holland Wonderland is een korte film van Orlow Seunke en Inge Calame van Alphen. Zij maakten de 35mm-film in opdracht van de Rijksvoorlichtingsdienst en het Ministerie van Buitenlandse Zaken. In maximaal 20 minuten diende de film een volledig beeld van Nederland te tonen.

## Achtergrond
De eerder in opdracht van de overheid gemaakte film van Bert Haanstra, Nederland (1983), bleek niet zonder bezwaren: de film liet veel facetten van Nederland niet zien. Om invloed te kunnen hebben op de inhoud van Holland Wonderland, begeleidde een commissie met leden van zeven ministeries de productie.

## Synopsis
De film is samengesteld als een fotoboek met vier hoofdstukken, namelijk water, staatsinrichting, bloemen en zuivel, en een algemeen beeld van het land.